# Dichotomius worontzowi
Dichotomius worontzowi es una especie de escarabajo coprófago del género Dichotomius, subfamilia, Scarabaeinae, orden Coleoptera. Fue descrita por Pereira en 1942.

## Descripción
El cuerpo mide 18,4-19,9 mm de longitud.

## Distribución y hábitat
Especie originaria del Neotrópico. Se distribuye por Bolivia, Brasil, Colombia, Guayana Francesa, Guyana, Perú, Surinam y Venezuela. Habita en bosques secos, secundarios y de llanuras aluviales.